# ماتيوس سانتوس (لاعب كرة قدم)
ماتيوس سانتوس هو لاعب كرة قدم برازيلي في مركز الهجوم، ولد في 19 يناير 1999 في Manga, Minas Gerais ‏ في البرازيل. لعب مع أتلتيكو مينيرو وباوليستا ونادي إيتوانو ونادي بوتوشاني ونادي فيلا نوفا.

## وصلات خارجية
- ماتيوس سانتوس (لاعب كرة قدم) على موقع قاعدة بيانات كرة القدم.إي يو (الإنجليزية)
- ماتيوس سانتوس (لاعب كرة قدم) على موقع Soccerway.com (الإنجليزية)
- ماتيوس سانتوس (لاعب كرة قدم) على موقع عالم كرة القدم.نت (الإنجليزية)